# Mohamadou Idrissou
Mohamadou Idrissou (Yaoundé, 8 marzo 1980) è un ex calciatore camerunese, di ruolo attaccante.

## Palmarès

### Club

#### Competizioni nazionali
- Campionato tedesco di seconda divisione: 1

Friburgo: 2008-2009